# 奥斯卡·弗莱雷大街
奥斯卡·弗莱雷大街（葡萄牙语: Rua Oscar Freire）是巴西圣保罗的一条林荫大道，南起白宫大道（Alameda Casa Branca），北到阿纳尔多医生大道（Avenida Doutor Arnaldo）。它得名于来自巴伊亚的医生、法医学教授卡瓦略的奥斯卡·弗莱雷，曾帮助该市发展第一个太平间（法医研究所）。
根据卓越神秘购物国际的说法，奥斯卡·弗莱雷大街是世界上第8豪华的街道，在美洲则名列第2，仅次于纽约市的第五大道。
位于奥斯卡·弗莱雷大街和周围街道的商店包括路易威登、阿玛尼、迪奧、万宝龙、卡地亚、麦丝玛拉、杰尼亚、范思哲、迪赛、宝格丽、菲拉格慕、马克·雅各布斯、GANT、拉科斯特、添柏岚、汤米·席尔菲格、耐克、阿迪达斯、班尼顿等。还有一些顶级的巴西本国时尚店和珠宝店。
沿街还设有精致的食品店和餐馆。其中包括该市四家最传统、最昂贵的餐厅，以及举世闻名的哈根达斯，还有一个奈斯派索店铺。
2006年，沿街的商店资助了一个项目，拆除难看的电线杆，安装地下电缆线路，使这条街对购物者更具吸引力。
新建的聖保羅地鐵4號線在这条街设有车站，于2017年启用。